# Gymnopilus tasmanicus
Gymnopilus tasmanicus là một loài nấm thuộc họ Cortinariaceae.